# 原始南达罗毗荼语
原始南达罗毗荼语是运用历史语言学手段构拟出来的南达罗毗荼语族祖语。其后代有泰米尔语、卡纳达语、马拉雅拉姆语、图卢语、巴达加语、科达古语、伊鲁拉斯语、科塔语和托达语。
原始南达罗毗荼语可能一直存续到公元前7世纪初。但达罗毗荼语早期历史的研究严重不足，很大程度上限制了年代的准确性。